# Trabajo cooperativo

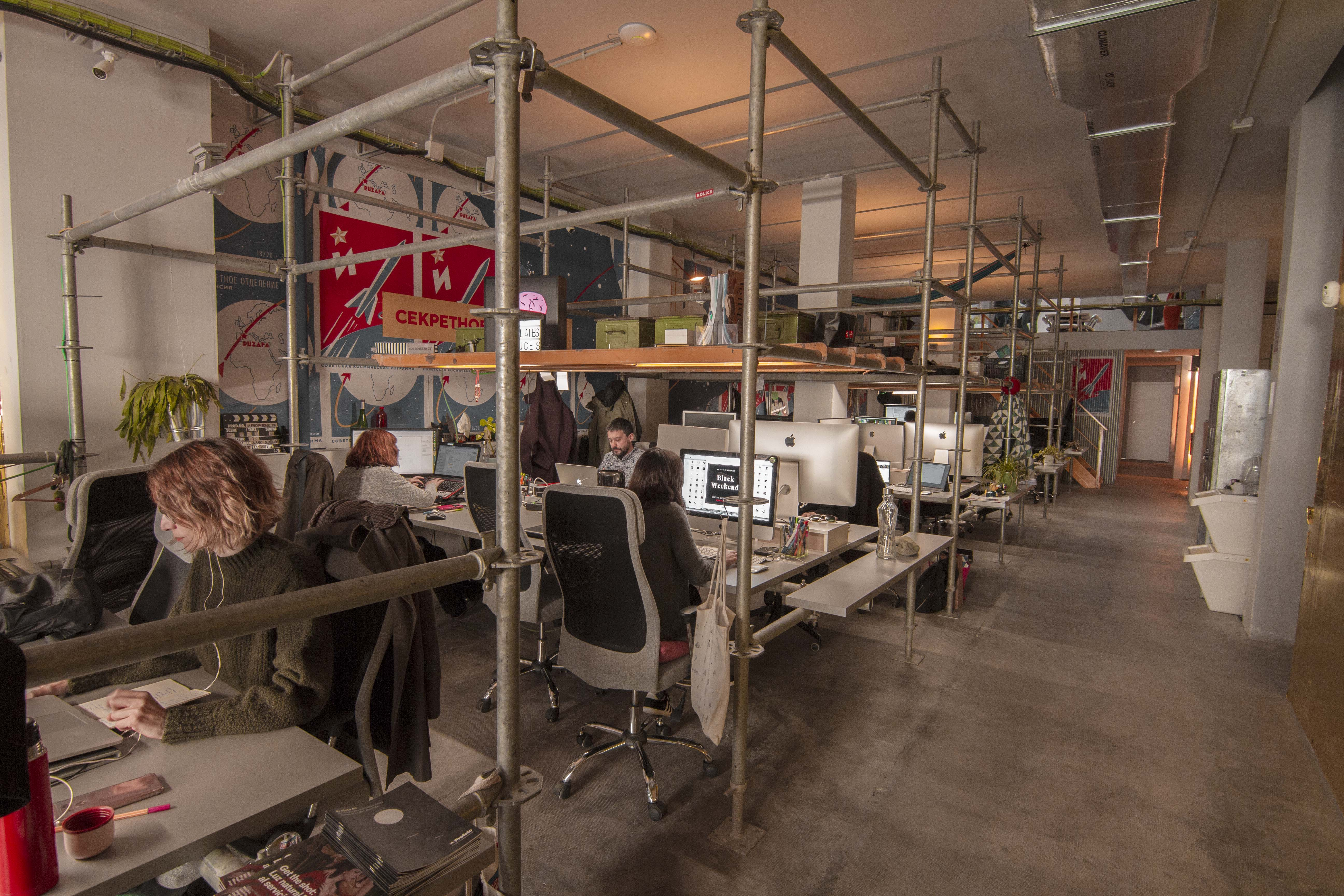
Espacio de coworking especializado en el sector audiovisual, situado en Valencia (España).

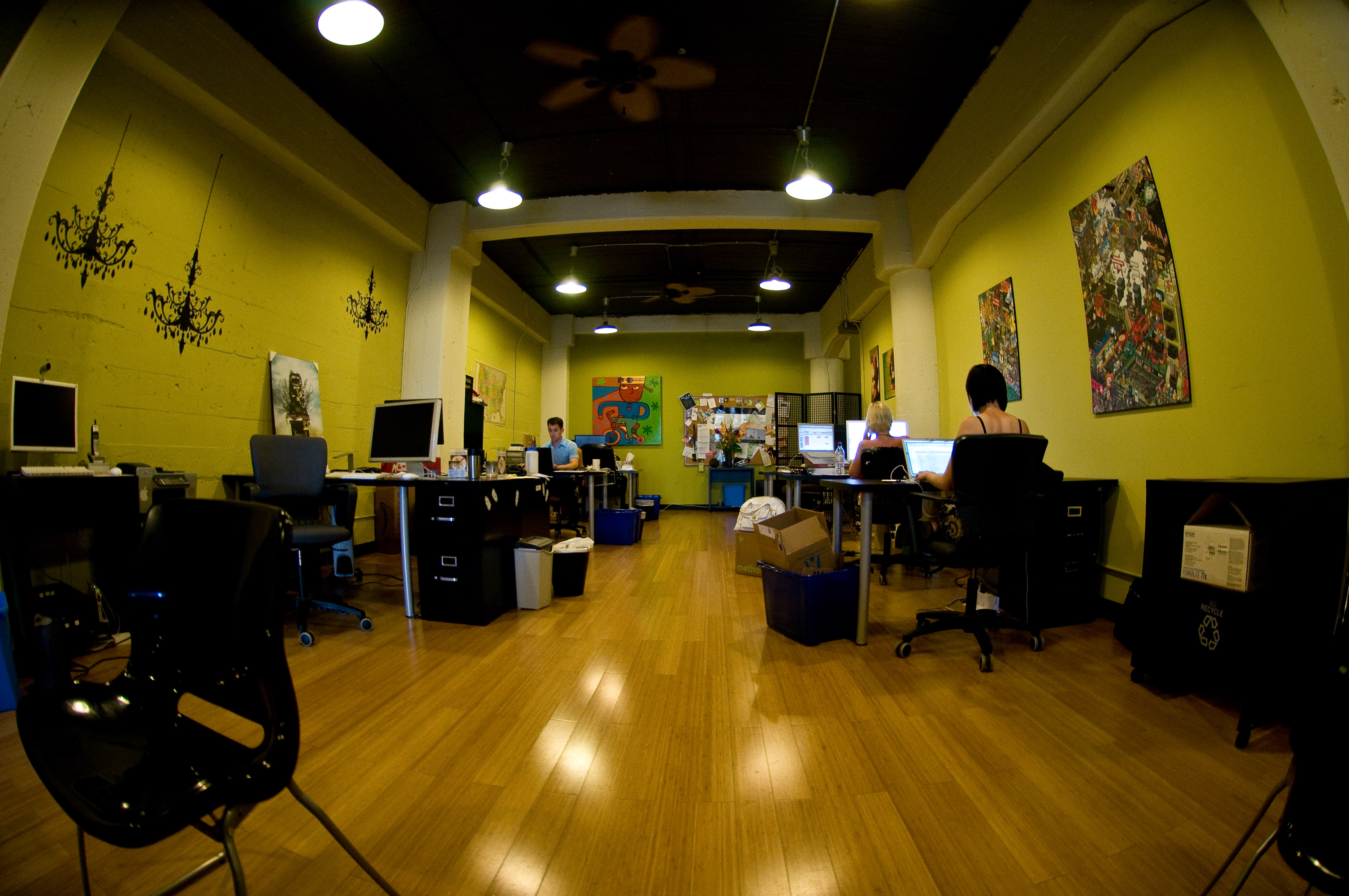
Citizen Space, un espacio de cotrabajo en San Francisco (California, Estados Unidos).

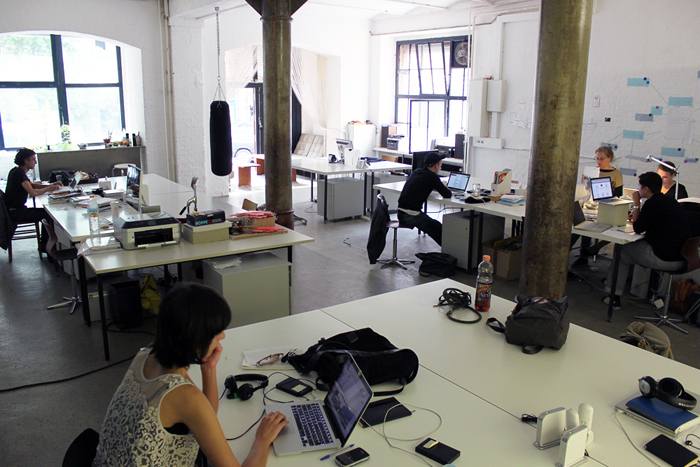
Espacio de trabajo compartido en Berlín (Alemania).

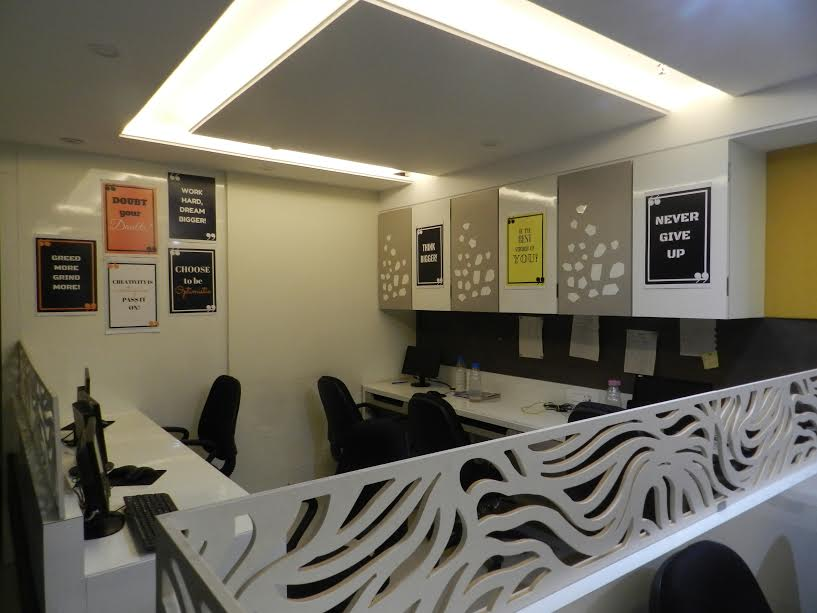
Espacio de trabajo compartido en Indore (Madhya Pradesh, India).

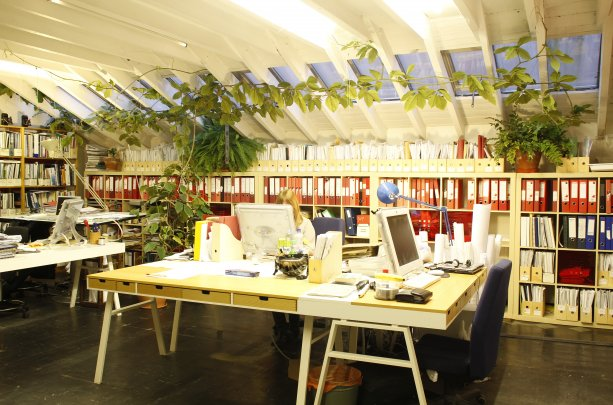
Espacio de cotrabajo en Glasgow, Reino Unido.

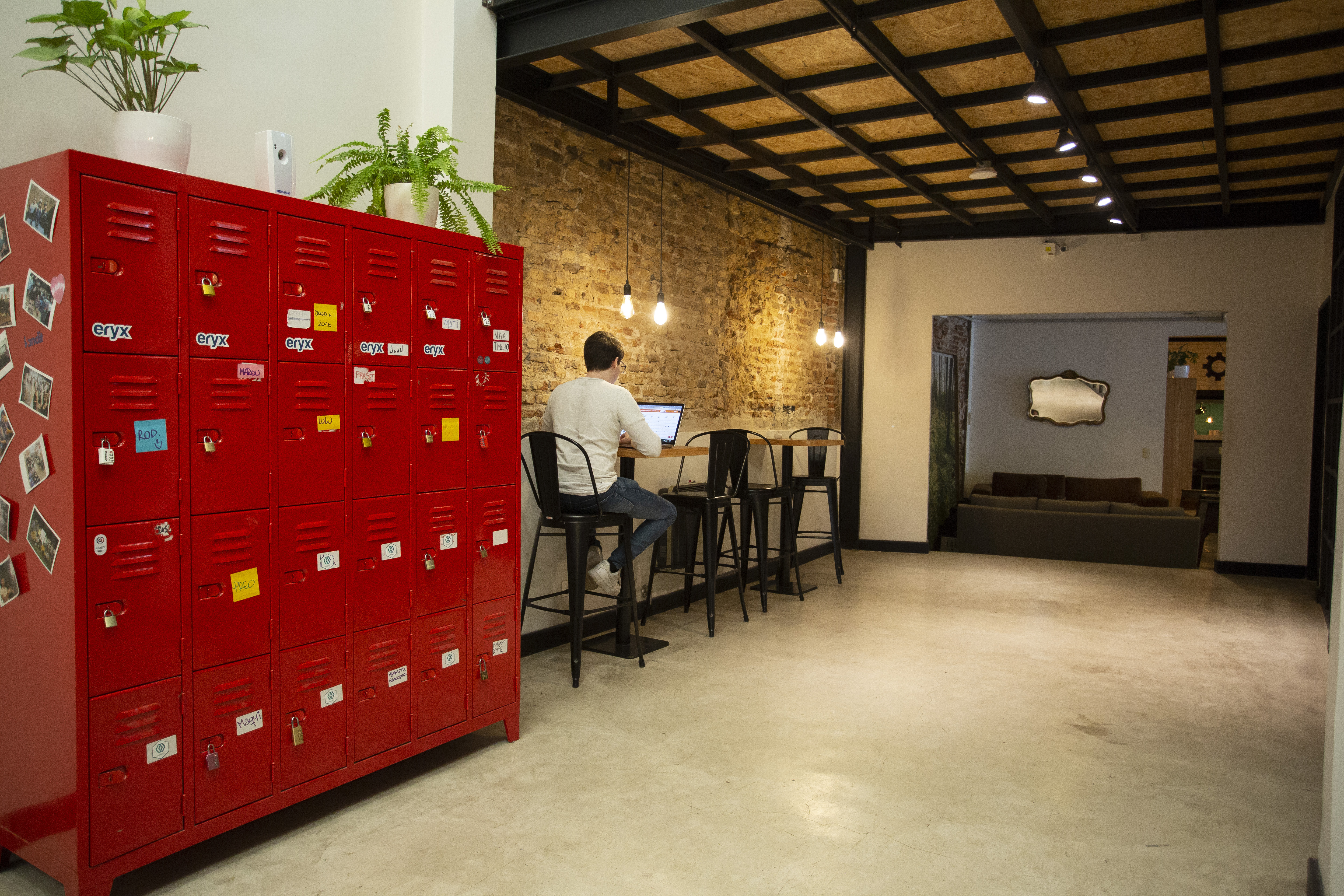
Tu Lugar En El Mundo. Espacio de trabajo compartido en Buenos Aires, Argentina.

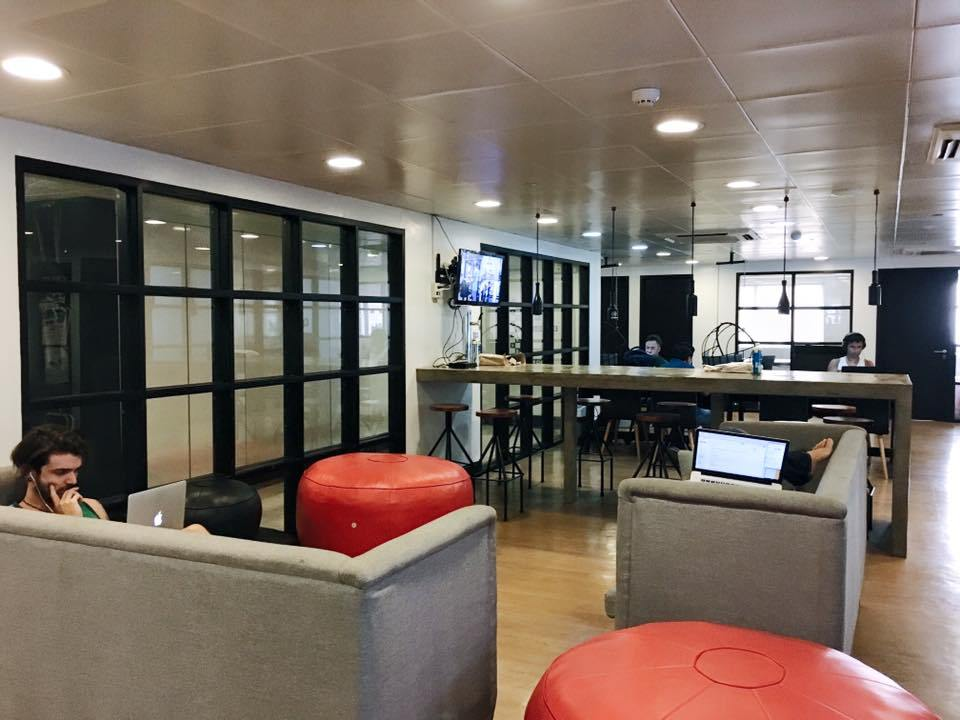
Espacio de coworking en Makati, Filipinas.

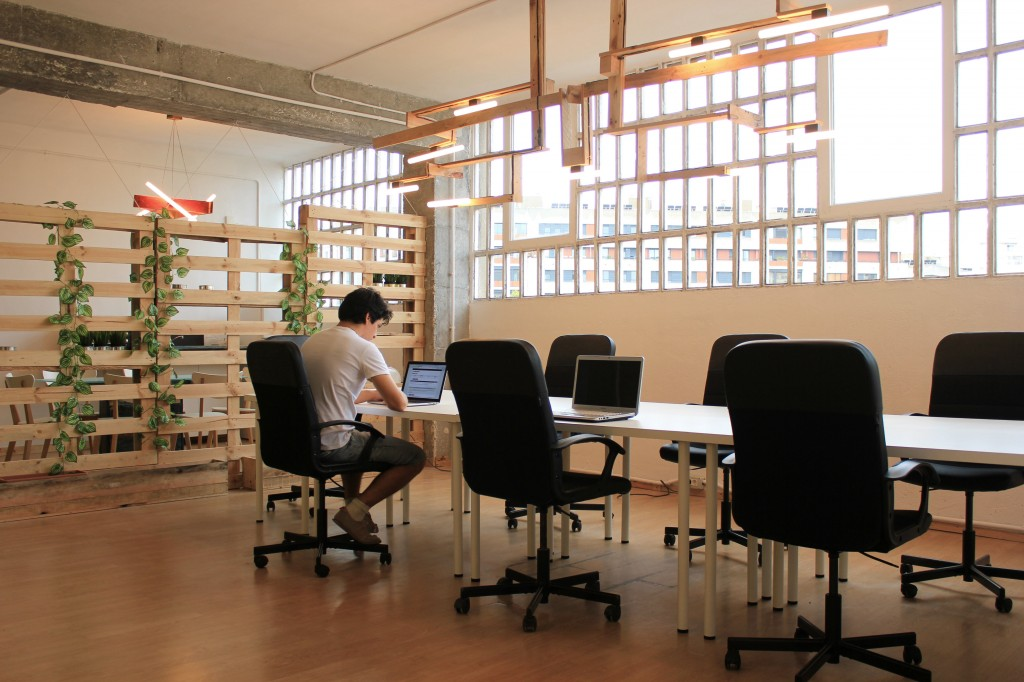
Oficina de trabajo compartido, Pueblo Nuevo, Barcelona (España).

El cotrabajo, trabajo cooperativo, trabajo compartido, trabajo en cooperación o trabajo en oficina integrada (del inglés coworking) es una forma de trabajo que permite a profesionales independientes, emprendedores, y pymes de diferentes sectores, compartir un mismo espacio de trabajo, tanto físico como virtual, para desarrollar sus proyectos profesionales de manera independiente, a la vez que fomentan proyectos conjuntos. El neologismo «cotrabajo» es la traducción al español del término coworking. En este modelo las empresas se mueven de un lugar privado o exclusivo a uno compartido.
El cotrabajo permite compartir oficina y equipamientos, y constituye una propuesta más elaborada que por ejemplo los cibercafés, entornos en los que también se cuenta con conexión a internet.
El trabajo cooperativo fomenta las relaciones estables entre profesionales de diferentes sectores que pueden desembocar en nuevas relaciones cliente-proveedor así como en intercambios y colaboración de tipo horizontal entre los propios cotrabajadores. En todo caso es frecuente que se genere un sentimiento de pertenencia a una comunidad, más allá de las vinculaciones efectivas que se establezcan entre los trabajadores que frecuentan los espacios de cotrabajo.
Los centros de trabajo cooperativo destinados principalmente a profesionales de Internet, diseñadores, programadores, arquitectos, fotógrafos, escritores, periodistas, y profesionales de otras disciplinas, proporcionan generalmente un escritorio individual o a veces incluso una oficina de uso exclusivo o compartido, así como acceso a Internet, y otros variados servicios.
Ligado a este concepto de permanencia dentro de un espacio de cotrabajo, el factor geográfico tiene un papel importante aunque no definitivo para la elección del espacio más apropiado. El ahorro de tiempo en transporte y su coste asociado, son beneficios que el cotrabajo acerca a los usuarios de la zona en la que se encuentra localizado su domicilio.
Hasta el año 2013, las incubadoras de empresas y los centros de negocios no parecen encajar demasiado en el modelo de trabajo cooperativo, ya que a menudo no fomentan la vida social-laboral en colaboración, ni las prácticas de gestión cercanas a las de una cooperativa, incluida una atención especial a la comunidad. Sin embargo, hoy las brechas han desaparecido y en Chile desde el año 2014 se favorece el trabajo de Start ups en coworks.
El trabajo cooperativo ofrece una solución para el problema de aislamiento que supone para muchos trabajadores independientes, o incluso microempresas, la experiencia del trabajo en casa. Al día de hoy, y después de un boom, los espacios de cotrabajo se están especializando, por ejemplo, particularmente enfocados a mujeres, orientados a la creatividad y a proyectos futuristas, enfocados a problemáticas vinculadas con la energía y el medio natural, etc.

## Historia
El término en inglés coworking fue inventado por Bernie en el año 2000, pero es en el año 2005 que realmente fue difundido, por Brad Neuberg. Brad Neuberg creó un espacio de coworking en San Francisco llamado Hat Factory, un loft donde trabajaban tres autónomos. Más tarde, el mismo Neuberg creó Citizen Space, que en los hechos fue realmente el primer espacio de coworking en Estados Unidos. A principios de 2014, se estimó que existen más de 2000 espacios de trabajo cooperativo en el mundo, y su número crece en forma constante a lo largo y ancho del mundo.

## Coworkingespecializado
Un coworking especializado es un espacio de trabajo cooperativo que se dirige a profesionales de un sector concreto. Estos espacios precisan de autónomos o empresas que pertenezcan a un área de trabajo concreto con la finalidad de crear un auténtico ecosistema de trabajo colaborativo. El resultado es la creación de nuevas comunidades independientes que utilizan un espacio de trabajo para la especialización profesional. La finalidad de estos lugares de trabajo cooperativo es satisfacer necesidades concretas o crear sinergias entre los miembros de la comunidad de cara a la gestación de nuevos proyectos colectivos.

## Ideas básicas de un Coworking
Un centro coworking se basa básicamente en equipar el espacio con unos puestos básicos (mesa, silla, taquilla/espacio de almacenaje, flexo y todos los elementos que contemple en el alquiler de la mesa por parte del coworker), además de poder añadir espacios extras como sala de reuniones y conferencias y algún que otro servicio extra como internet y línea telefónica, recogida de notificaciones y documentación de los coworkers, etc. 
También, podremos ofrecer un espacio extra abierto donde todos los profesionales del mismo o diferente sector aprenden unos de otros, pudiendo trabajar de la forma que deseen unos con otros, dar sus ideas, incluso salir y entrar en él cuando quieran. Este espacio suele recibir el nombre de "OpenSpace".

## Trabajo cooperativo en el aula
El aprendizaje cooperativo en el aula es un enfoque que intenta organizar actividades y convertirlas en una experiencia social y de aprendizaje. Los estudiantes se reúnen para trabajar en grupo y realizar tareas de manera colectiva. 
Este tipo de aprendizaje es una alternativa al trabajo individual, eliminando de esta manera el afán por competir entre iguales, ya que este tipo de aprendizaje en grupo enseña al alumnado a ser solidario y a esforzarse por el bien del grupo, provocando una mayor satisfacción y menor grado de ansiedad y fracaso.